# رود وولوشکا
رود وولوشکا (انگلیسی: Voloshka) یک رودخانه در استان آرخانگلسک کشور روسیه است.